# オウムアムア
オウムアムア（ʻOumuamua (1I/2017 U1)）は、2017年に発見された、天体観測史上初めて太陽系外から飛来した恒星間天体である。

## 特徴

オウムアムアが太陽系を通過した軌道を想像したアニメーション

2017年10月19日、マウイ島のハレアカラ山頂にあるパンスターズの天体望遠鏡「PS1」によって、見かけの等級が20の暗い天体が発見された。発見以前の9月9日に近日点を通過し、0.248au（約3710万km）まで太陽に接近、10月14日、地球から2400万kmのところを通過、その5日後に発見されたことになる。当初は彗星であると考えられたため、「C/2017 U1」という仮符号が与えられたが、観測からこの天体が明確な双曲線軌道にあり、太陽からの脱出速度よりも速いことが示されたことで、太陽系の重力に束縛されていない恒星間天体である可能性が示唆された。10月25日、ウィリアム・ハーシェル望遠鏡が観測を行ったところ、表面は太陽系外縁天体に似た赤色であることが示された。また超大型望遠鏡VLTの観測によって、彗星特有のコマが確認されなかったため、小惑星とみなされ、「A/2017 U1」へと変更された（Aは小惑星（asteroid）を意味する符号であり、当初彗星とされながら小惑星へとカテゴリが変更されたもののみにこの符号が与えられる）。その翌日には、カタリナ・スカイサーベイもA/2017 U1の観測に成功している。
観測結果から、A/2017 U1の軌道離心率が約1.199と、極端な双曲線軌道であることが判明した。この値は、これまでの最高記録であるボーエル彗星の1.058を大幅に更新し、発見当時としては太陽系内で観測されたあらゆる天体の中で最も大きな値であった。2017年10月時点で、A/2017 U1はこと座のベガから約5度離れた位置にあったが、約1年が経過した2018年11月時点で土星付近の軌道を通過しており、太陽系を離脱した後は、ペガスス座の方向に移動すると考えられている。

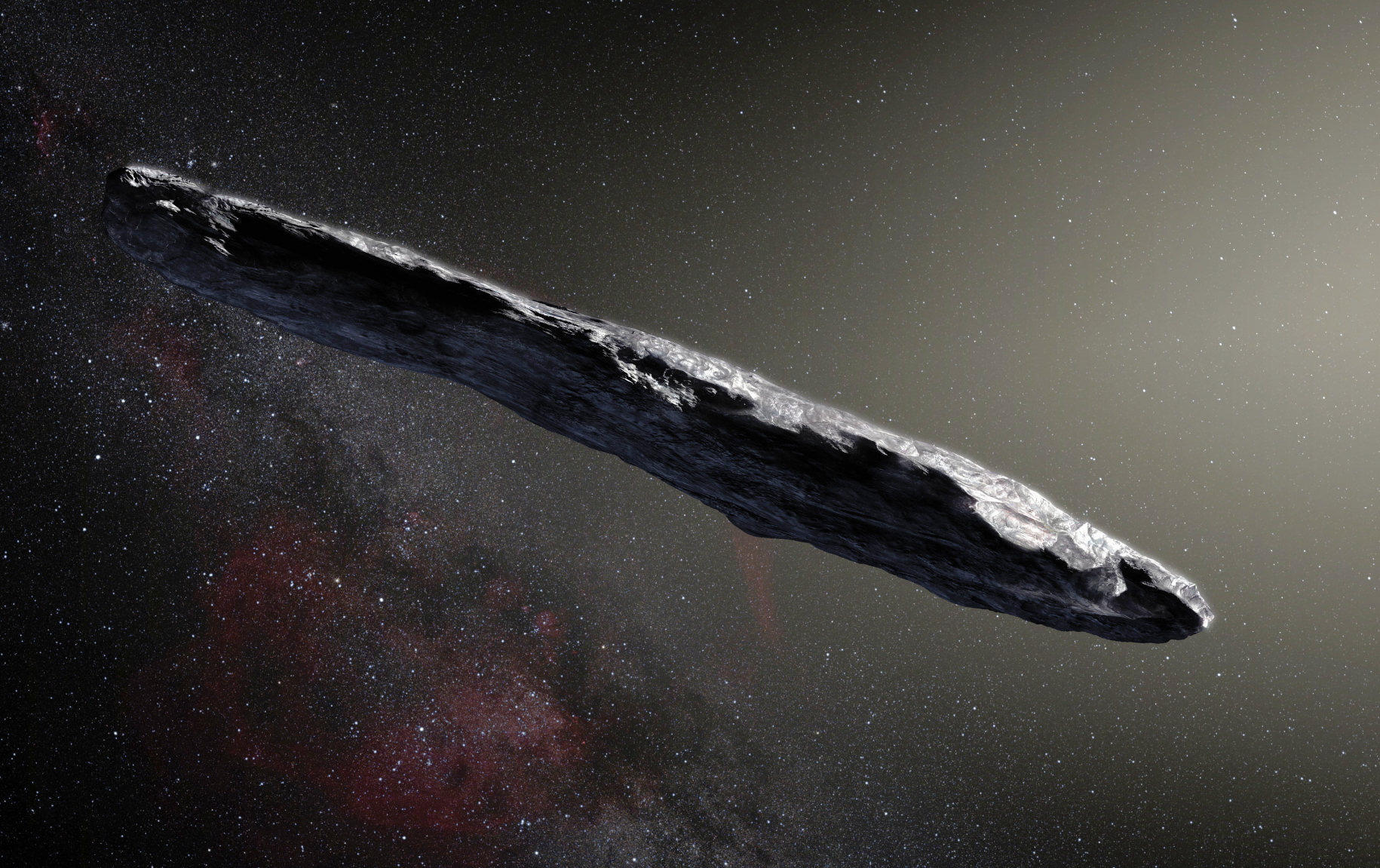
オウムアムアは細長い形状をしていると想像されている

円形形状でのオウムアムアの想像図

オウムアムアは直径160m前後の小さな天体とされたが、NASAは、直径400m未満としている。また観測による可視光線の波長の変化などから、棒状の細長い形、あるいは薄い円盤状をしており、また回転しているとも推察されている。前者の直径は球形とした場合の仮定で、棒状、円盤状だった場合は最大で800mほどあると推察されている。
2018年9月には、研究者らがオウムアムアの故郷である可能性がある複数の恒星系を絞り込んだと発表した。
オウムアムアについて、オウムアムアが太陽に接近、離脱する際に発生した原因不明の加速を手がかりに、岩石質の小惑星のように凍結線の内側で表面の揮発性物質を失った、彗星・小惑星遷移天体やダモクレス族のような天体とする説のほか、元々存在した恒星系を弾き出された後、宇宙線に長期間に渡って晒されたことによって、表面の揮発性物質をすべて失い、厚い地殻が形成されたとする仮説も提示されている
。中には、太陽の放射圧を利用した地球外文明の探査機である可能性を示唆する説まで現れたが、ハワイ大学などの国際研究チームによって「オウムアムアは完全に天然起源の天体である」とする研究結果が出され、地球外文明由来の人工物であるとする説は否定されている。それによれば、オウムアムアは母星系のオールトの雲から重力圏を抜け出した天体で、太陽系接近時の加速は塵やガスの放出で充分に説明できる小ささである。しかし、これには2018年11月12日時点でハーバード大学と意見が割れている。2021年1月時点で、ハーバード大学教授であり天文学部長を歴代最長で務めた著名な天文学者アヴィ・ローブが「地球外文明からの探査機説」を唱えているため、天文物理学者のイーサン・シーゲルと真っ向から意見の相違があるなど、これも各分野で意見が割れる要因となっている。

## 名称
2017年11月7日、小惑星センターは、恒星間天体に対する新たな符号として「I」を使うこと、符号を「1I/2017 U1」と改めると同時に「ʻOumuamua」という固有名を付けたことを発表した。これはハワイ語で「遠方からの初めての使者」もしくは「斥候」を意味し、ハワイ語の専門家カイウ・キムラとラリー・キムラからの助言を受けたパンスターズによって提案され、正式に命名された。

## ギャラリー

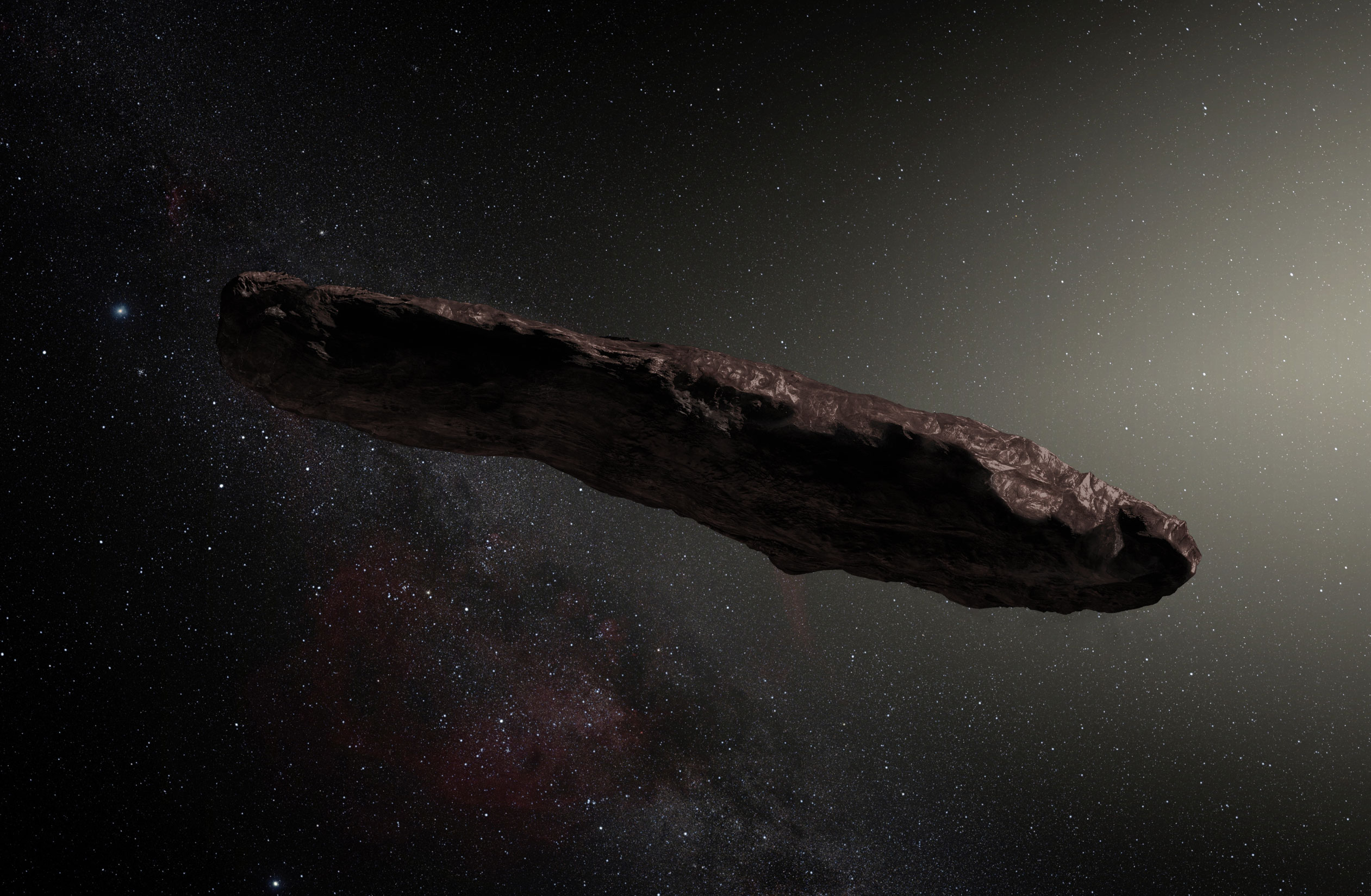
想像図
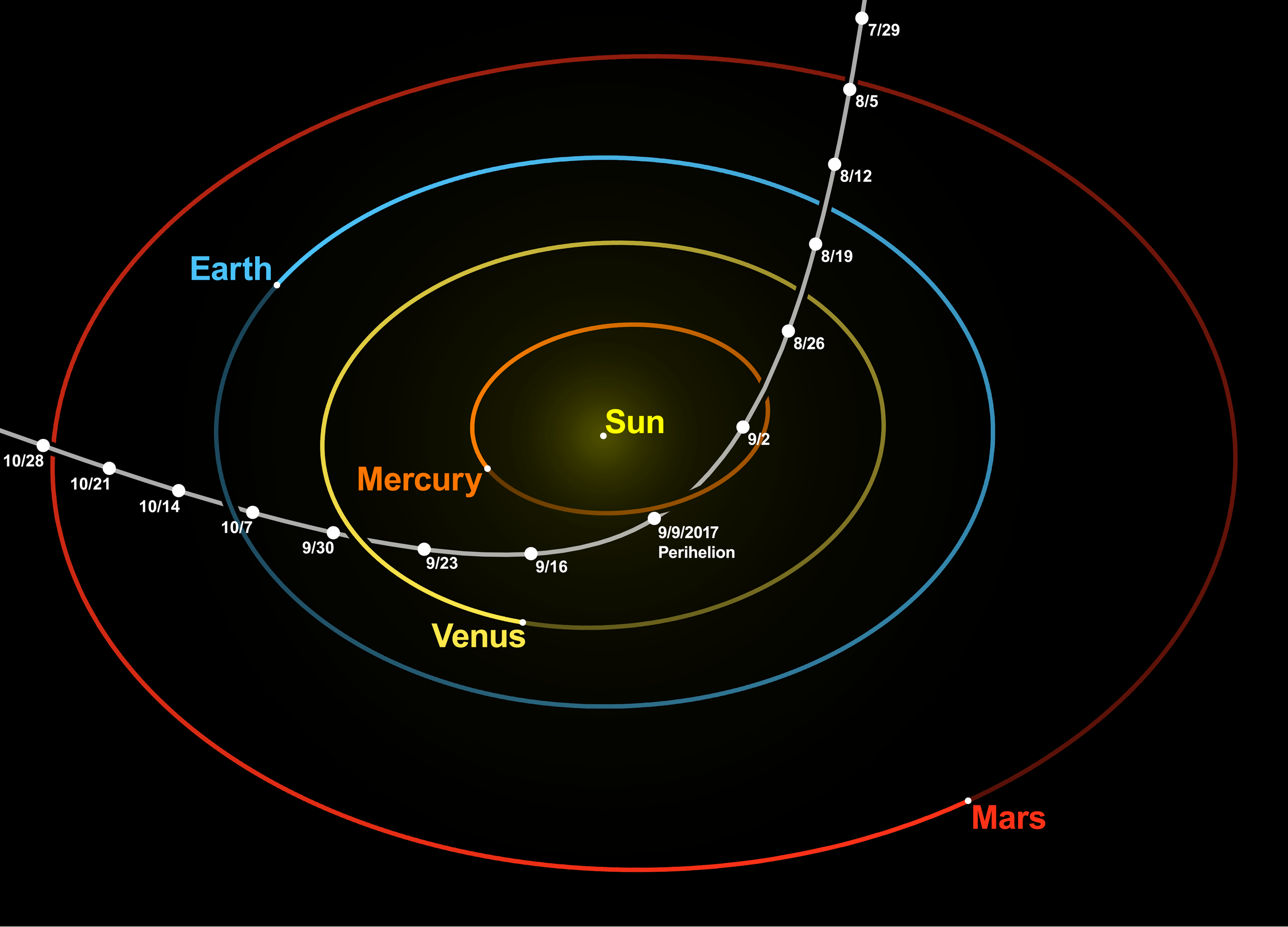
オウムアムアの軌道
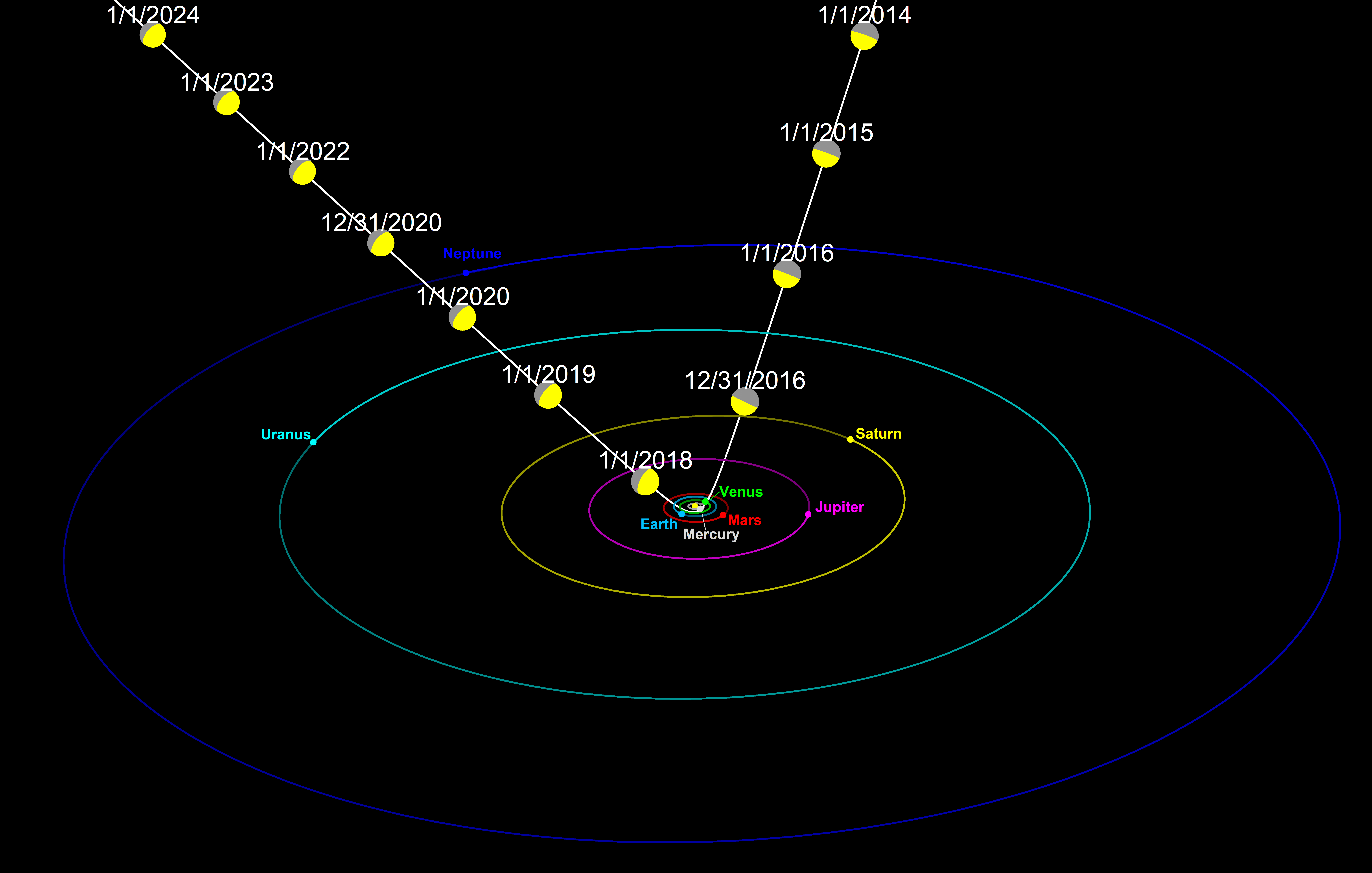
オウムアムアの双曲線軌道図
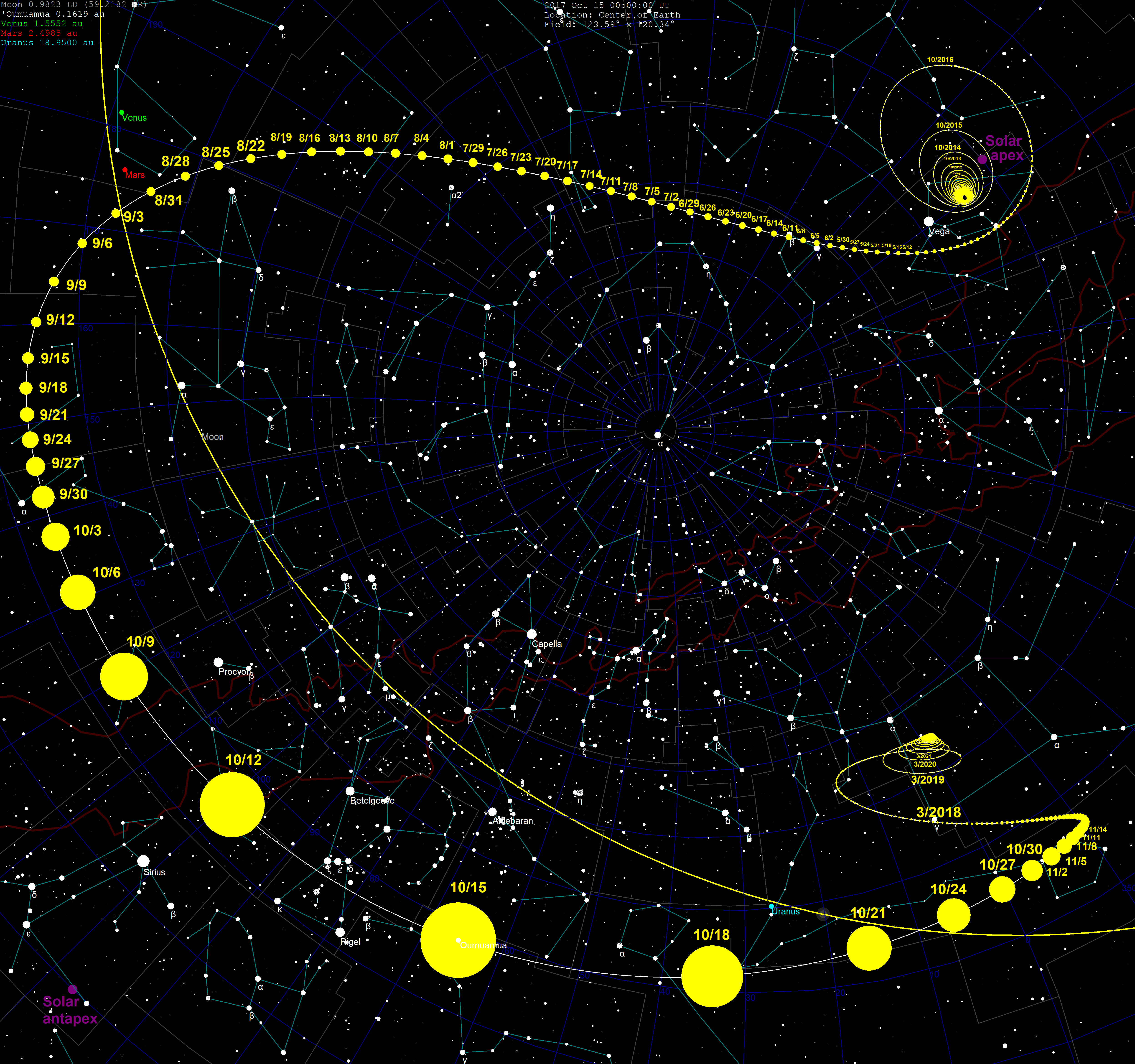
地球から見ての距離を強調した軌道図
円形形状でのオウムアムアの想像図